# Ed Banger Records
Ed Banger Records is een Frans electro-platenlabel van Pedro Winter. Het label werd opgericht in 2002 als een deel van Headbangers Entertainment. Er zitten vooral veel Franse electro-artiesten bij het label zoals, Justice, SebastiAn, Mr. Oizo, So Me en Busy P.
Alle video's en albumhoezen die onder het label worden uitgebracht, worden gecoördineerd door So Me.
Het label kreeg wereldwijde bekendheid begin 2007, toen er verschillende artiesten tekenden bij het label, waaronder het bekende electro-duo Justice. Later in 2007 brachten die ook hun eerste album onder het label uit, genaamd "†". Op dat moment kreeg hun labelgenoot Uffie een internationale hit, genaamd 'Pop The Glock'. Hierdoor ging het snel met Ed Banger Records en er werden steeds meer Ed Banger feesten georganiseerd, waar Busy P samen met verschillende labelgenoten optrad.
Op 13 september 2011 verliet DJ Mehdi het label na een tragisch ongeval. De man stierf na een val door het dak van zijn huis.

## Artiesten
- Justice
- Mr. Oizo
- So Me
- Busy P
- Uffie
- SebastiAn
- Krazy Baldhead
- DJ Mehdi
- Mr Flash
- Vicarious Bliss
- Feadz
- Mickey Moonlight
- Breakbot

## Discografie

### Albums
- Ed Rec Vol. 1 (2006)
- Ed Rec Vol. 2 (2007)
- Ed Rec Vol. 3 (2008)